# Servaas de Quinckere
Servaas de Quinckere (Brugge, 6 april 1569 - 3 maart 1639) was de zevende bisschop van Brugge.

## Levensloop
Servaas De Quinckere was de oudste zoon van de timmerman Jacob de Quinckere (†1581) en van Margriete de Mol (†1575). Hij had nog een broer en twee zussen. Het gezin woonde in het bescheiden huis dat het echtpaar bezat in de Kleine Heilige-Geeststraat.
Hij viel op door zijn schranderheid en zijn godsvrucht, zodat hij kon verder studeren op kosten van zijn pastoor. Tijdens het calvinistisch bewind in Brugge (1578-1584) vatte hij middelbare studies aan, waarschijnlijk bij geestelijken die clandestien in de stad waren gebleven. In 1585 zat hij in de poësis. Hij behaalde zijn licentiaat in de theologie in 1594 in Leuven. Het jaar daarvoor was hij in die stad tot priester gewijd.
In 1593, onmiddellijk na zijn priesterwijding, werd hij kanunnik in het kapittel van de Onze-Lieve-Vrouwekerk in Brugge en in 1596 werd hij gegradueerd kanunnik in het kapittel van de Sint-Donaaskathedraal. Hij leidde vervolgens een druk leven en was onder meer (gelijktijdig of opeenvolgend):
- penitencier (1596-1598)
- deken van Damme (1596-1610)
- titularis van de Stichting De Witte met openbare theologielessen in de stadshallen of op de Burg (vanaf 1596)
- aartspriester (1598-1622)
- deken van Oudenburg (1607-1609)
- medestichter van het bisschoppelijk seminarie (1611)
- professor godgeleerdheid aan het seminarie (1618-1622)
- deken van de Sint-Donaaskathedraal (1622-1630)

## Bisschop van Brugge
De Quinckere was al 61 toen hij bisschop van Brugge werd benoemd. Hij nam als leuze 'Benedicam Dominum in omni tempore' (Ik loof de Heer te allen tijde).
Hij zette zich onmiddellijk in voor een grondige hervorming van het hele diocees, in de geest van het Concilie van Trente. Hij ging hierbij onbuigzaam en met een opvallend gebrek aan tact te werk, zodat hij zich heel wat vijanden op de hals haalde, zowel onder de clerus als onder de burgerbevolking. Zijn eerste acties ontplooide hij in de richting van de clerus, die hij onbesproken en waardig wilde hebben. Als er toestanden scheef gegroeid waren, aarzelde hij niet doortastend op te treden. Zo schafte hij zonder meer het seminarie af, waarover allerhande klachten bestonden. Wanneer de lagere ambtenaren van zijn administratie van corruptie werden beschuldigd dankte hij ze zonder meer allemaal af. 
Hoe streng hij zich ook aan de regels hield, hij bleef zelf niet onbesproken. Bij herhaling werd hij door de nuntius en ook door de aartsbisschop van Mechelen bij Rome aangeklaagd omdat hij een verhouding zou hebben gehad met zijn huishoudster Anne De Latere. 